# 蘇萊伊邁
蘇萊伊邁（阿拉伯语：‎）是沙特阿拉伯的城市，位於該國南部，由利雅得省負責管轄，距離首都利雅得約575公里，海拔高度約600米，受大陸性氣候影響。